# 謝爾曼鎮區 (密蘇里州迪卡爾布縣)
謝爾曼鎮區（英語：Sherman Township）是位於美國密蘇里州迪卡爾布縣的一個行政鎮區。

## 地方資料
謝爾曼鎮區的面積為145.82平方千米，當中陸地面積為144.82平方千米，而水域面積為1.00平方千米。根據2020年美國人口普查的數據，當地共有人口431人，而人口密度為每平方千米2.96人。